# Боромицин
Боромици́н бактериальный полиэфирный-макролидный антибиотик. Первоначально был изолирован из стрептомицетов штамма Streptomyces antibioticus, примечателен тем, что является первым открытым биогенным веществом, содержащим бор. Впоследствии, были открыты другие макролидные антибиотики природного происхождения, содержащие бор, названные тартролонами.

## Антимикробная активность
Боромицин оказывает бактерицидное действие путем нарушения целостности плазматической мембраны бактериальной клетки (ионофор), в результате чего происходит утечка ионов из внутриклеточного электролита (потеря катионов калия), и наступает гибель клетки. Эффективен в отношении большинства грамположительных бактерий, но не действует на грамотрицательные бактерии. Неэффективность в отношении грамотрицательных бактерий связана с тем, что наружная мембрана этих микроорганизмов не позволяет боромицину достигнуть внутренней мембраны и обеспечить выход катионов калия.
В недавних исследованиях, проведенных на культурах in vitro, было показано, что боромицин подавляет жизнедеятельность палочки Коха (Mycobacterium tuberculosis). Добавление боромицина приводило к падению мембранного потенциала, снижению уровня АТФ в клетке, утечке белков из цитоплазмы бактерии. Добавление во внеклеточную среду хлорида калия, выравнивающее внутри- и внеклеточную концентрацию катионов калия, предотвращало токсическое действие боромицина в отношении палочки Коха. Последний факт подтверждает, что боромицин функционирует как ионофор катионов калия.

## Активность в отношении ВИЧ
В исследованиях 1990-х годов было выдвинуто предположение о потенциально возможной активности боромицина в отношении вируса иммунодефицита человека (ВИЧ). В работах, проведенных на культурах клеток in vitro, было показано, что боромицин тормозит репликацию ВИЧ-1. Механизм антиретровирусной активности изучен недостаточно, предполагается, что боромицин оказывает действие на поздних стадиях жизненного цикла ВИЧ в клетке и, вероятно, нарушает созревание ВИЧ.